# Celso Otero
Celso Otero Quintás (Montevideo, 1959. február 1. – ) uruguayi válogatott labdarúgókapus.

## Pályafutása

### Klubcsapatban
1978 és 1979 között a Nacionalban játszott. 1980-ban a Racing Montevideo, 1981-ben az Alto Perú játékosa volt. 1982-től 1988-ig a Montevideo Wanderers kapusa volt. 1989 és 1991 között a Rentistas kapuját védte. 

### A válogatottban
1988-ban 1 alkalommal szerepelt az uruguayi válogatottban. Részt vett és az 1986-os világbajnokságon, de nem kapott lehetőséget egyetlen mérkőzésen sem.

## Sikerei
Peñarol
- Uruguayi bajnok (2): 1985, 1986